# 莱斯·怀顿
莱斯·怀顿（英語：Leslie Hunter "Les" Whitten Jr.，1928年2月21日—2017年12月1日），美国的一个调查记者。
他出生于美国佛罗里达州杰克逊维尔，他曾任职于杰伊·安德尔森负责的《华盛顿旋转木马》，此外他还是作家、波德莱尔诗歌的翻译家。他被FBI逮捕，后被中央情报局监视。
2017年12月1日，他因败血症，在马里兰州阿德尔菲去世，享年89岁。